# OnLive
OnLive – przedsiębiorstwo będące właścicielem platformy do grania w chmurze oraz aplikacji OnLive Desktop dostępnej na tabletach.
Cała gra odbywała się na zdalnym serwerze, a wyrenderowana treść przesyłana była do użytkownika za pomocą szybkiego łącza internetowego. Do gry wystarczył telewizor z prostą przystawką lub komputer o małej mocy obliczeniowej (jakiekolwiek urządzenie z systemem XP, Vista, 7, OS X, Android lub iOS). Wszystkie gry w serwisie były dostępne w formacie 720p. OnLive zalecał łącze internetowe 5 Mbit/s lub szybsze, minimum to 2 Mbit/s.

## Historia
Platforma OnLive została zapowiedziana na Game Developers Conference w marcu 2009 roku. Serwis został uruchomiony 17 czerwca 2010 roku w Stanach Zjednoczonych.
17 sierpnia 2012 roku ogłoszono, że spółka zbankrutowała, a usługa grania w chmurze została wykupiona przez nieokreślone przedsiębiorstwo. 20 sierpnia 2012 roku ujawniono, że zakupu dokonała Lauder Partners. OnLive został zakupiony za sumę 4,8 mln USD.

## Gry
Za pośrednictwem platformy OnLive Game Service można było zagrać w około 300 tytułów, wydanych przez ponad 50 wydawców, takich jak Take-Two Interactive, Sega, Ubisoft, Epic Games, Atari, Codemasters, THQ, Electronic Arts, Konami, Capcom, Warner Bros., Kalypso Media, 2D Boy, Eidos Interactive, Disney Interactive Studios.